# Liga 3
A Liga 3 (também conhecida por Terceira Liga) ou Liga 3 Placard por razões de patrocínio é um escalão do futebol português e uma prova semiprofissional (ou não profissional) organizada pela Federação Portuguesa de Futebol, tendo o seu início na temporada de 2021–22.
Durante as 3 edições disputadas até ao momento, participaram na Liga 3 um total de 38 clubes, dos quais 3 se sagraram campeões. O maior vencedor da história da Liga 3 são o Torreense, a UD Leiria, o FC Alverca e o Lusitânia Lourosa com 1 campeonato conquistado cada um.
O atual campeão é o Lusitânia Lourosa , após conquistar na época 2024–25 o seu 1.º título. A Partir de 2024/25, o patrocinador Placard passa a ser oficializada na Liga 3 formando-se agora Liga 3 Placard.

## Formato
Na primeira fase da Liga 3 participam 20 equipas, que são divididas em duas séries geográficas: a norte a Série A, a sul a Série B. Jogarão um campeonato entre si a duas voltas. No final da primeira fase, os quatro primeiros classificados das duas séries apuram-se para a fase de subida, enquanto os seis últimos (do 5.º ao 10.º classificados) disputarão a fase de manutenção e descida.
Na segunda fase, na fase de subida os quatro primeiros classificados de cada uma das duas séries, num total de oito clubes, disputam uma só série onde jogam entre si duas vezes e por pontos, uma na qualidade de visitado e outra na qualidade de visitante, conforme sorteio.
O primeiro e o segundo classificados dessa série sobem à Segunda Liga e o terceiro classificados disputa o play-off de subida/manutenção com o 16.º classificado da Segunda Liga para decidir quem participará na época seguinte no segundo escalão, abrindo assim a possibilidade de haver três subidas e três descidas entre os dois escalões.
Na segunda fase, na fase de manutenção e descida, disputada entre os classificados entre o quinto e décimo lugares, os doze clubes serão divididos em duas séries de seis equipas. Mais uma vez, na fase de manutenção e descida os clubes jogam entre si a duas voltas dentro das suas séries e, no final, os dois últimos classificados de cada série descem ao Campeonato de Portugal.
De realçar que os clubes nesta fase partem com uma bonificação de 1 a 6 pontos. Ou seja, os quintos classificados da fase regular começam a segunda fase com 6 pontos, os sextos classificados com 5 pontos e assim sucessivamente. 

## Troféu
O troféu de campeão nacional é entregue anualmente pela FPF que entrega em cada época um troféu ao vencedor da Liga 3.

## Palmarés
| Clubes            | Títulos | Vice-campeões | Épocas dos títulos | Épocas vice-campeões |
| ----------------- | ------- | ------------- | ------------------ | -------------------- |
| União Torreense   | 1       | –             | 2021–22            | –                    |
| UD Leiria         | 1       | –             | 2022–23            | –                    |
| FC Alverca        | 1       | –             | 2023–24            | –                    |
| Lusitânia Lourosa | 1       | –             | 2024–25            | –                    |
| UD Oliveirense    | –       | 1             | –                  | 2021–22              |
| Os Belenenses     | –       | 1             | –                  | 2022–23              |
| Felgueiras 1932   | –       | 1             | –                  | 2023–24              |
| Sporting B        | –       | 1             | –                  | 2024-25              |

## Vencedores
| Temporada | Play-off de Campeão     | Play-off de Campeão     | Play-off de Campeão     | Play-offs de promoção                          |
| Temporada | Campeões                | Resultado               | Vice-campeões           | Play-offs de promoção                          |
| --------- | ----------------------- | ----------------------- | ----------------------- | ---------------------------------------------- |
| 2021–22   | Torreense               | 1–1 (pro), (5–4 p)      | Oliveirense             | Alverca não conseguiu obter promoção           |
| 2022–23   | União de Leiria         | 1–0                     | Belenenses              | Vilaverdense conseguiu obter a promoção        |
| Temporada | Liga – Fase de Promoção | Liga – Fase de Promoção | Liga – Fase de Promoção | Play-offs de promoção                          |
| Temporada | Campeões                | Vice-campeões           | Terceiro lugar          | Play-offs de promoção                          |
| 2023–24   | Alverca                 | Felgueiras              | Lusitânia Lourosa       | Lusitânia Lourosa não conseguiu obter promoção |
| 2024–25   | Lusitânia Lourosa       | Sporting B              | Belenenses              | Belenenses não conseguiu obter promoção        |
| 2025-26   | ?                       | ?                       | ?                       | ?                                              |

## Clubes participantes na edição inaugural da Liga 3 (época 2021–2022).

### Série A
| Clube                  | Localidade           | Associação de futebol | Estádio (lotação)                                         | Época anterior (2020–2021)                                                  |
| ---------------------- | -------------------- | --------------------- | --------------------------------------------------------- | --------------------------------------------------------------------------- |
| Anadia                 | Anadia               | AF Aveiro             | Estádio Municipal Eng.º Sílvio Henriques Cerveira (6 500) | 2.º na Fase de Acesso à Segunda Liga – Zona Norte do Campeonato de Portugal |
| Canelas 2010           | Canelas              | AF Porto              | Estádio do Canelas (7 000)                                | 1.º na Fase de Acesso à Liga 3 – Série 4 do Campeonato de Portugal          |
| Fafe                   | Fafe                 | AF Braga              | Parque Municipal dos Desportos de Fafe (4 000)            | 2.º na Fase de Acesso à Liga 3 – Série 2 do Campeonato de Portugal          |
| Felgueiras 1932        | Felgueiras           | AF Porto              | Estádio Dr. Machado de Matos (7 540)                      | 2.º na Fase de Acesso à Liga 3 – Série 1 do Campeonato de Portugal          |
| Lusitânia de Lourosa   | Lourosa              | AF Aveiro             | Estádio do Lusitânia de Lourosa FC (8 000)                | 2.º na Fase de Acesso à Liga 3 – Série 4 do Campeonato de Portugal          |
| Montalegre             | Montalegre           | AF Vila Real          | Estádio Dr. Diogo Alves Vaz Pereira (2 000)               | 1.º na Fase de Acesso à Liga 3 – Série 1 do Campeonato de Portugal          |
| UD Oliveirense         | Oliveira de Azeméis  | AF Aveiro             | Estádio Carlos Osório (1 750)                             | 18.º na Segunda Liga                                                        |
| Pevidém SC             | Pevidém              | AF Braga              | Parque de Jogos Albano Martins Coelho Lima (4 555)        | 3.º na Fase de Acesso à Segunda Liga – Zona Norte do Campeonato de Portugal |
| Sanjoanense            | São João da Madeira  | AF Aveiro             | Estádio Conde Dias Garcia (8 500)                         | 3.º na Fase de Acesso à Liga 3 – Série 3 do Campeonato de Portugal          |
| S. João de Ver         | Santa Maria da Feira | AF Aveiro             | Estádio do SC São João de Ver (5 000)                     | 1.º na Fase de Acesso à Liga 3 – Série 3 do Campeonato de Portugal          |
| Sporting de Braga B    | Braga                | AF Braga              | Complexo Desportivo do Clube de Futebol de Fão (724)      | 4.º na Fase de Acesso à Segunda Liga – Zona Norte do Campeonato de Portugal |
| Vitória de Guimarães B | Guimarães            | AF Braga              | Pista de Atletismo Gémeos Castro (1 200)                  | 1.º na Fase de Acesso à Liga 3 – Série 2 do Campeonato de Portugal          |

### Série B
| Clube                | Localidade           | Associação de futebol | Estádio (lotação)                             | Época anterior (2020–2021)                                                |
| -------------------- | -------------------- | --------------------- | --------------------------------------------- | ------------------------------------------------------------------------- |
| Alverca              | Alverca do Ribatejo  | AF Lisboa             | Complexo Desportivo do FC Alverca (7 705)     | 1.º na Fase de Acesso à Liga 3 – Série 6 do Campeonato de Portugal        |
| Amora                | Amora                | AF Setúbal            | Estádio da Medideira (1 500)                  | 1.º na Fase de Acesso à Liga 3 – Série 8 do Campeonato de Portugal        |
| Caldas               | Caldas da Rainha     | AF Leiria             | Campo da Mata (9 600)                         | 2.º na Fase de Acesso à Liga 3 – Série 5 do Campeonato de Portugal        |
| Cova da Piedade      | Almada               | AF Lisboa             | Estádio Municipal José Martins Vieira (2 230) | 11.º na Segunda Liga                                                      |
| Oliveira do Hospital | Oliveira do Hospital | AF Coimbra            | Estádio Municipal de Tábua (3 500)            | 1.º na Fase de Acesso à Liga 3 – Série 5 do Campeonato de Portugal        |
| Oriental Dragon      | Moita                | AF Setúbal            | Estádio Juncal Desportos (2 500)              | 1.º na Fase de Acesso à Liga 3 – Série 7 do Campeonato de Portugal        |
| Real SC              | Queluz               | AF Lisboa             | Complexo Desportivo do Real SC (1 200)        | 2.º na Fase de Acesso à Liga 3 – Série 8 do Campeonato de Portugal        |
| Sporting B           | Lisboa               | AF Lisboa             | Estádio Aurélio Pereira (1 180)               | 2.º na Fase de Acesso à Liga 3 – Série 7 do Campeonato de Portugal        |
| União Torreense      | Torres Vedras        | AF Lisboa             | Estádio Manuel Marques (2 431)                | 2.º na Fase de Acesso à Segunda Liga – Zona Sul do Campeonato de Portugal |
| UD Leiria            | Leiria               | AF Leiria             | Estádio Dr. Magalhães Pessoa (23 888)         | 4.º na Fase de Acesso à Segunda Liga – Zona Sul do Campeonato de Portugal |
| União de Santarém    | Santarém             | AF Santarém           | Campo Chã das Padeiras (5 000)                | 2.º na Fase de Acesso à Liga 3 – Série 6 do Campeonato de Portugal        |
| Vitória de Setúbal   | Setúbal              | AF Setúbal            | Estádio do Bonfim (15 497)                    | 3.º na Fase de Acesso à Segunda Liga – Zona Sul do Campeonato de Portugal |

## Transmissões televisivas
A Liga 3 tem transmissão de alguns jogos no Canal 11 e dos restantes no canal de Youtube do Canal 11.
A Sporting TV transmite os jogos do Sporting B no Campo N° 1 no Estádio Aurélio Pereira na Academia Sporting.
A NEXT TV, canal em streaming do Sporting Clube de Braga, transmite também os jogos do Braga B em casa.